# Nazionale maschile di rugby a 15 del Pakistan
La nazionale di rugby XV del Pakistan è inclusa nel terzo livello del rugby internazionale.